# Pałac w Roszkowicach
Pałac w Roszkowicach – zabytkowy pałac we wsi Roszkowice (powiat kluczborski).
Pałac wybudowany w 1845 przez Fryderyka von Cramon-Taubadel; przebudowany w stylu eklektycznym w 1914 przez Bertrama von Cramon-Taubadel. Nad głównym wejściem w portalu kartusz z herbem właścicieli: von Cramon-Taubadel.
Obiekt jest częścią zespołu pałacowego, w skład którego wchodzą jeszcze: 
- rządcówka
- obora
- spichrz
- park z pierwszej połowy XIX w.[4][1]

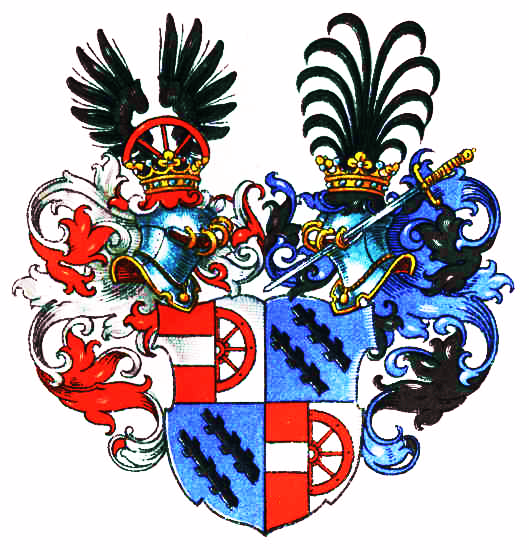
Herb von Cramon-Taubadel. (Portal)